# 上原チョー
上原 チョー（うえはら チョー、1981年10月10日 - ）は、日本のピン芸人、政治家。真岡市議会議員（1期）。本名、上原 亮（うえはら りょう）。
栃木県真岡市出身。吉本興業所属。栃木県立益子高等学校、茨城キリスト教大学卒業。東京NSC11期生。よしもと栃木県住みます芸人。

## 経歴
高校時代は教師を目指していた。大学入学した初日に同級生のGO!皆川に一緒にお笑いをやらないかと誘われ、コンビを組み、大学内でお笑いをやっているうちに人に笑ってもらえる幸せを感じ、本気で芸人になろうと志した。
大学卒業後、那須町のホテルサンバレー那須で住み込みで1年間働き、東京NSCの入所資金を貯めた。東京NSC11期生の同期にはエド・はるみ、シソンヌ、タカダ・コーポレーション、チョコレートプラネット、パンプキンズ、群青マーチなどがいる。
2007年、TBS年末特番『お笑いDynamite!』にてゴールデンタイム初登場。このとき司会の内村光良に「全部トゥーでやってきた。でも芸名は上原チョー。」とコメントされる。また有田哲平は「もっと見たかった」、上田晋也は「来たな、すごいの」と好評のようだった。
2008年2月6日放送の『エンタの天使』（日本テレビ）に出演。『エンタの天使』で好評を集めたため、エンタの天使公式HPでDJきーぽん、畑中しんじろうと共に動画の再配信が行われた。
「47都道府県プロジェクト住みます芸人」の栃木県代表に選ばれ、現在地元栃木県に在住。地元・栃木で自ら考えたオリジナル体操「トゥートゥー体操」を県民に広める活動をしている。
2012年1月30日に千葉県内在住の一般女性と入籍したことをブログで発表した。2012年6月1日、男児誕生。
2017年4月11日、『M-1グランプリ』出場のため、他事務所のピン芸人加藤パーチク（元門出ピーチクパーチク）とコンビを組むと発表。
2023年の第20回統一地方選挙で行われた真岡市議会議員選挙（定数21）に立候補し1位の得票数で当選。議会の許可を得て、上原チョーの芸名で議員活動をしている。

## 人物
- 小学校の教員免許を持っている[10]。
- 同じ吉本興業所属の芸人、GO!皆川は大学で同級生だったが、NSCでは皆川の方が1期早い[10]。かつてコンビで「いばらっきょ」で活動していた。

### 家族
- 母親は山梨県出身で、秋に山梨へ墓参りと葡萄狩へいくのが上原家の恒例行事に[11]。
- 兄がジャイアント白田と同級生だった関係も有り、子供の頃は白田とよく遊んでいた[10]。
- 千葉県出身の一般女性と結婚し、2012年6月に長男誕生。2014年、長男が肝芽腫（小児がんの一種）と診断され、2回手術した。その後女性と離婚し、長男は女性とともに女性の故郷の千葉県に移住した。2025年4月に中学校に進学した長男とはいまでも交流がある[12]。
- 前述の長男の小児がん闘病の経験から、小児がん支援のレモネードスタンド活動に賛同し、上原亮の個人名で「レモネードスタンド真岡実行委員会」の共同代表を務める[12]。

## 芸風
- 持ちギャグは「トゥー」。テレビ番組に出演した際には登場のときに番組名を言うが番組名にタ行の文字が入っていればそれをトゥー（主に「ツ」と「ト」）にかえる（例:エントゥーのトゥー使（エンタの天使）、お笑いダイナマイトゥー（お笑いDynamite!）、爆笑レッドカーペットゥー（爆笑レッドカーペット）など）[10][2]。
- まず「上原チョーが登場するぞー」と言い、その出演している番組名を言って登場する。
- 言葉にタ行が入っている言葉はすべてそれをトゥーにかえて言う（例:バントゥー（バント）、ヒミトゥー（秘密）、テキトゥー（適当）など）。また自身のブログでもタ行が入る言葉にはトゥーを用いる）[2]。
- ニット帽子帽を「キュッ、キュッ、キュッ」と回して「テレステッテッテ、テレステッテッテ」というリズムを入れたり、「スリー、トゥー、ワン」とカウントダウンをした後にギャグを発する、という芸もある[2]。
  - 例：野球で9回裏のトゥー（数字の2）アウトゥー（アウト）。オレが打たなきゃ誰が打つ。絶対ホームラン打つぞー。3、2、1、バントゥー（バント）[2]。
- 『上・上・上・原・上・原・チョー!』などのブリッジがある。
- 『エンタの神様』『あらびき団』で着用の衣装は自転車のロードレース競技で選手が着用するレーサージャージである。「たまたま選んだもの」と語った[10]、ディスカバリーチャンネルのロゴが貼り付けてある場合も。
- 登場の際に「2」の形をした段ボールを持ってトゥーと言いながら登場することも。
- 「トゥー」は、東京NSCの夏の合宿時に思いついた[1]。

## 出演番組

### ラジオ
- コミュニティFMミヤラジ
  - 超！REIWAGARA （毎週水曜日 17:00 - 17:55）パーソナリティ

### テレビ

#### 過去の出演・単発
- エンタの神様（日本テレビ）4回出演。キャッチコピーは「廻れ!トゥートゥートレイン」
- あらびき団（TBS）2回出演
- 笑っていいとも!増刊号（フジテレビ）金のたまごリターンズのコーナー
- リンカーン（TBS）リンカーン芸人タワーのコーナー
- ザ・イロモネア（TBS）『ゴールドラッシュ』に2回出演。共に1週目敗退。

### その他
- R-1ぐらんぷり2008 2回戦進出